# I Solisti Veneti
I Solisti Veneti sono un'orchestra da camera italiana con sede a Padova. L'orchestra è famosa a livello internazionale particolarmente per le sue esecuzioni di musica barocca del Settecento Veneto, pur avendo un repertorio che spazia dal XVI secolo ai nostri giorni.

## Storia
L'orchestra non appartiene al genere delle "orchestre barocche" , avendo un repertorio vastissimo che si estende dal XVI secolo ai nostri giorni con opere dedicate a "I Solisti Veneti" da Pino Donaggio, Alessandro Cadario e Nicola Campogrande. È stata fondata a Padova nel 1959 (primo concerto a Vicenza, Teatro Olimpico il 26 ottobre) dal maestro Claudio Scimone che ne è stato il direttore per tutta la vita. Nei suoi oltre cinquantacinque anni di esistenza l'orchestra si è procurata la fama di specialista nell'esecuzione di musiche barocche di autori italiani quali Antonio Vivaldi, Tomaso Albinoni, Francesco Geminiani, Benedetto Marcello e Giuseppe Tartini ma coltiva anche il repertorio romantico e contemporaneo.  Le "prime parti" del Gruppo sono da diversi anni Lucio Degani (principale violino solista), Mario Paladin (viola), Giuseppe Barutti (violoncello), Gabriele Ragghianti (contrabbasso).
I Solisti Veneti usano per le loro esecuzioni strumenti musicali dei liutai del Settecento (Guarneri, Amati, Montagnana, ecc.)  montati con il sistema delle Orchestre Sinfoniche di oggi , dovendo eseguire un repertorio che copre quasi quattro secoli di musica.
I Solisti Veneti hanno all'attivo oltre 300 album per la maggior parte incisi per l'etichetta Erato. Fra questi si annoverano delle prime esecuzioni di opere sconosciute e di alcune "integrali" di autori come Vivaldi, Albinoni , Tartini e Gioachino Rossini  e di vari autori "riscoperti". L'orchestra ha inoltre iniziato la pubblicazione dell'opera omnia di Giuseppe Tartini.
Loro concerti sono stati registrati da diverse reti televisive e filmati per essere poi trasposti in DVD. Nel corso della loro attività, che li ha portati ad esibirsi in oltre 6.000 concerti in più di novanta nazioni in giro per il mondo, hanno vinto numerosi premi internazionali fra i quali si ricordano un Grammy,  tre Grand Prix du Disque ( due dell'Académie Charles Cros e uno dell'Académie du Disque Lyrique) e numerosi altri. Hanno vinto il primo premio nell'originale concorso del "Festivalbar 1970" lanciato da Vittorio Salvetti con oltre 350.000 "gettonature" di pubblico giovanile nei juke box italiani.
Le loro esibizioni hanno spaziato in tutte le grandi capitali del mondo musicale da Vienna a Parigi , New York, Londra, Mosca, Tokyo, Salisburgo (partecipando a 19 edizioni del Festival Salisburghese) raggiungendo anche Santiago, Sydney, Vancouver.
Hanno registrato con i più grandi artisti fra i quali si ricordano Salvatore Accardo, Plácido Domingo, Jean-Pierre Rampal, Marilyn Horne, James Galway, Mstislav Rostropovich, Sviatoslav Richter, Paul Badura-Skoda, Heinz Holliger, Mauro Maur, Guy Touvron, Nathan Milstein, Chris Merritt, Uto Ughi, Ruggero Raimondi, Cecilia Gasdia, Katia Ricciarelli, José Carreras ed altri.
Molti compositori della nostra epoca hanno dedicato musiche a "I Solisti Veneti" : fra questi citiamo Sylvano Bussotti, Franco Donatoni, Domenico Guaccero, Luis de Pablo, Marius Constant, Georges Aperghis, Maria Cristina De Santi, Ennio Morricone, Lucio Dalla, Pino Donaggio, Bepi De Marzi, Nicola Campogrande. 
Dal 1965 tengono regolarmente cicli di concerti nelle scuole per i più giovani e dal 2.000 suonano regolarmente con orchestre giovanili ("I Pollicini", "FuturOrchestra"del Sistema Abreu , Milano). Dal 2015 tengono annualmente la Master Class "Accademia de I Solisti Veneti" sull'interpretazione della musica veneta nella storica Villa Contarini di Piazzola sul Brenta. Nel 2017 la Master Class avrà luogo il 25 e 26 agosto e il concerto finale il 26 agosto a Padova - Palazzo Zuckermann. 
Qui di seguito si riporta una piccola parte della discografia de I Solisti Veneti:
- Antonio Vivaldi "Le quattro stagioni" nelle Ville Venete - DVD
- Tomaso Albinoni "Les adagios" con Pierre Pierlot oboe
- Antonio Vivaldi "L'estro armonico" violini solisti Piero Toso, Nane Calabrese, Kazuki Sasaki, Ronald Valpreda
- Antonio Vivaldi "Opera Decima" con Jean Pierre Rampal al flauto
- Antonio Vivaldi "Concerti per uno e due Mandolini" con Ugo Orlandi e Dorina Frati mandolini
- Antonio Vivaldi "Orlando furioso" con Marilyn Horne, Victoria de los Ángeles, Lucia Valentini Terrani, Carmen Gonzales, Lajos Kozma, Sesto Bruscantini, Nicola Zaccaria, "Amici della Polifonia" diretti da Piero Cavalli
- Antonio Vivaldi "Catone in Utica" con Cecilia Gasdia, Marilyn Schmiege, Susanna Rigacci, Margarita Zimmermann, Lucretia Lendi, Ernesto Palacio
- Antonio Vivaldi "Juditha triumphans devicta Holofernis barbarie" con Delores Ziegler, Gloria Banditelli, Cecilia Gasdia, Manuela Custer, Laura Brioli, "Coro Filarmonico Antonio Vivaldi" diretto da Giampaolo Grazioli
- Gioachino Rossini "Zelmira" con Cecilia Gasdia, Bernarda Fink, William Matteuzzi, Chris Merritt, José Garcia, Boaz Senator, Vernon Midgley, Leslie Fyson, "Ambrosian Singers", diretti da John Mc Carthy
- Luigi Boccherini e Giovanni Battista Pergolesi "Stabat Mater" con Cecilia Gasdia, Delores Ziegler e William Matteuzzi
- Georg Friedrich Händel "Messiah" con Patricia Schuman, Lucia Valentini Terrani, Bruce Ford, Gwynne Howell, "Ambrosian Singers" diretti da John Mc Carthy
- Gioachino Rossini "Armida" con Cecilia Gasdia, Chris Merritt, William Matteuzzi, Bruce Ford, Ferruccio Furlanetto, Charles Workman, "Ambrosian Singers" diretti da John Mc Carthy
- Gioachino Rossini "L'italiana in Algeri" con Marilyn Horne, Samuel Ramey, Kathleen Battle, Ernesto Palacio, Clara Foti, Nicola Zaccaria, Domenico Trimarchi, "Coro Filarmonico di Praga" diretto da Joseph Veleska
- Amilcar Soto Rodriguez, I Solisti Veneti, Susana Baca "Mujeres de Arena y Otras Historia" realizzato presso Studio 2, PADOVA, 2021

## Pubblicazioni
Varie le pubblicazioni curate da "I Solisti Veneti":
- Francesco Passadore, Catalogo tematico delle composizioni di Evaristo Felice Dall'Abaco (1675 - 1742), Edizione "I Solisti Veneti", Padova, 2004, ISBN 88-901412-3-9
- Franco Rossi: Catalogo Tematico delle composizioni di Tomaso Albinoni Tomo I - Le 12 opere strumentali a stampa - edizione "I Solisti Veneti, Padova 2002
- Franco Rossi: Catalogo Tematico delle composizioni di Tomaso Albinoni Tomo II - Le opere strumentali manoscritte - Le opere vocali - I libretti - edizione "I Solisti Veneti", Padova 2003
- Antonio Carlini, Francesco Antonio Bonporti, Gentilhuomo di Trento – La vita e l'opera con catalogo tematico, Edizioni "I Solisti Veneti", Padova, 2000.
- Franco Rossi, Catalogo tematico delle composizioni di Baldassare Galuppi (1706 – 1785) – Parte I: Le opere strumentali, Edizione "I Solisti Veneti", Padova, 2006, ISBN 88-901412-5-5
- Alberto Iesuè, Le Opere di Giovanni Benedetto Platti – Catalogo Tematico, Edizione "I Solisti Veneti", Padova, 1999
- Francesco Passadore, Catalogo tematico delle composizioni di Maddalena Lombardini Sirmen e Ludovico Sirmen, Edizione "I Solisti Veneti", Padova, 2008, ISBN 88-901412-7-1
- Francesco Passadore, Catalogo tematico delle composizioni di Giuseppe Torelli (1658 - 1709), Edizione "I Solisti Veneti", Padova, 2007, ISBN 88-901412-6-3
- Paul Brainard: "Le sonate per violino di Giuseppe Tartini Catalogo tematico" - edizione "I Solisti Veneti", Padova 1975
- Giuseppe Tartini: "Scienza Platonica fondata nel cerchio" a cura di Anna Cavalla Todeschini per conto dell'Accademia Tartiniana di Padova presidente Enzo Bandelloni, comitato di redazione Francesco Cavalla, Edoardo Farina, Claudio Scimone. Il testo riproduce un lavoro inedito il cui manoscritto si trova presso il Museo del Mare a Pirano. edizione CEDAM
- Giuseppe Tartini,Trattato di musica secondo la vera scienza dell'armonia, Nella Stamperia del Seminario, Appresso Giovanni Manfrè, PADOVA, MDCCLIV – Riedizione Anastatica, Edizione "I Solisti Veneti", CEDAM, PADOVA, 1973
- Giuseppe Tartini, De' principj dell'armonia musicale contenuta nel diatonico genere – Dissertazione, Stamperia del Seminario, PADOVA, MDCCLXVII – Riedizione Anastatica, Edizione "I Solisti Veneti", CEDAM, PADOVA, 1974